# Metoporhaphis
Metoporhaphis is een geslacht van kreeftachtigen uit de klasse van de Malacostraca (hogere kreeftachtigen).

## Soort
- Metoporhaphis calcarata (Say, 1818)